# Roda de Ter
Roda de Ter é um município da Espanha na comarca de Osona, província de Barcelona, comunidade autónoma da Catalunha. Tem 2,2 km² de área e em 2021 tinha 6 449 habitantes (densidade: 2 931,4 hab./km²).

## Demografia
| Variação demográfica do município entre 1991 e 2004[carece de fontes?] | Variação demográfica do município entre 1991 e 2004[carece de fontes?] | Variação demográfica do município entre 1991 e 2004[carece de fontes?] | Variação demográfica do município entre 1991 e 2004[carece de fontes?] |
| ---------------------------------------------------------------------- | ---------------------------------------------------------------------- | ---------------------------------------------------------------------- | ---------------------------------------------------------------------- |
| 1991                                                                   | 1996                                                                   | 2001                                                                   | 2004                                                                   |
| 5015                                                                   | 5002                                                                   | 5210                                                                   | 5365                                                                   |